# VdB 9
vdB 9 è una piccola nebulosa diffusa, visibile nella costellazione di Cassiopea.
Si individua circa 2,5° a nordest della stella ι Cassiopeiae, che essendo di magnitudine 4,6 è ben visibile anche ad occhio nudo in un cielo buio; la stella illuminante è la SU Cassiopeiae, una nana bianco-gialla variabile Cefeide posta a una distanza di circa 1400 anni luce dal sistema solare, di quinta magnitudine e dunque visibile anche ad occhio nudo. La nebulosa si estende in particolare in direzione sudovest rispetto alla stella dominante, dove è presente una lunga banda oscura formata da una colonna di polveri dalla forma irregolare, visibile anche con un telescopio semplicemente come una mancanza di stelle di fondo; la parte brillante della nube giace invece pochi primi d'arco a sud della stella dominante, quasi sulla linea che la congiunge a SAO 12464, una gigante arancione di ottava magnitudine posta però in primo piano rispetto a SU Cassiopeiae.